# Comuna de Czermin
Czermin (polaco: Gmina Czermin) é uma gminy (comuna) na Polónia, na voivodia de Subcarpácia e no condado de Mielecki.
De acordo com os censos de 1999, a comuna tem 6670 habitantes, com uma densidade 82 hab/km².

## Área
Estende-se por uma área de 80,32 km².